# Mille regretz
Mille Regretz è una chanson franco-fiamminga di epoca rinascimentale il cui testo fu messo in musica, nella sua intonazione a quattro voci, da Josquin Desprez il quale, tra l'altro, ne fece sicuramente la versione più importante e celebre. L'attribuzione compositiva è ritenuta per lo più certa, ma sull'argomento si sono aperte recentemente alcune discussioni; secondo queste tesi, la sua semplicità potrebbe far risalire la melodia originaria alla sfera popolare e tradizionale. Tra gli altri compositori che ne fecero versioni alternative occorre citare sicuramente Nicolas Gombert.
La versione composta da Josquin Desprez fu quindi la più celebre, e già alla sua epoca fu un brano che si fece conoscere in tutta Europa, fino a giungere alla corte spagnola di Carlo V del Sacro Romano Impero, il quale ne ebbe grande considerazione fino a ritenerlo il suo brano favorito. 
La sua melodia venne usata come base per farne alcuni rifacimenti con la tecnica del cantus firmus, come la messa a sei voci scritta da Cristóbal de Morales, dove la linea originale è ben riconoscibile all'interno di tutto il corso dell'opera.
Il testo originale recita le seguenti parole:
Mille regretz de vous abandonner,

Et d'eslonger vostre fache amoureuse,

Jay si grand dueil et paine douloureuse,

Quon me verra brief mes jours definer.

Il testo in francese moderno:

Mille regrets de vous abandonner,

et d'être éloigné de votre visage amoureux.

J'ai si grand deuil et peine douloureuse,

qu'on me verra vite mourir.

La traduzione in italiano:

Mille rimpianti per avervi abbandonata,

e per aver lasciato il vostro amorevole volto.

Ora vivo un grande conflitto ed una pena così dolorosa,

che su di me verranno veloci i giorni miei della fine.
Alcune traduzioni non sono totalmente concordi e differiscono, ad esempio, nel secondo verso, dove le originarie parole Fache ed amoureuse vengono variamente interpretate come amorevole volto od anche come amorosa rabbia.